# ジョヴァンニ・ロンバルディ
ジョヴァンニ・ロンバルディ（Giovanni Lombardi、1969年7月20日 - ）は、イタリア、パヴィーア出身の元自転車競技選手。

## 来歴
ロードレースとトラックレースの兼用選手で、1992年バルセロナオリンピック・ポイントレースで金メダルを獲得。その後プロに転向し、スプリンターとして活躍。1997年以降はエーススプリンターを勝利させる「トレイン」の発射台としてエリック・ツァベルやマリオ・チッポリーニの数多くの勝利に貢献した。引退後はスペインのマドリッドで婦人靴店を経営。アルゼンチンのトラックチームの監督も務めた。
1987年
- ジュニア世界選手権自転車競技大会 団体追抜 2位

1989年
- ジュニア世界選手権自転車競技大会 団体追抜 3位
- ベルリナー・エタッペンファールト 総合優勝

1992年
- バルセロナオリンピック
  -  ポイントレース 優勝

1993年、ランプレ・フォンディタル（後のランプレ・ISD）と契約しプロ転向。
- ボルドー6日間レース 優勝（+ アドリアーノ・バッフィ）

1994年
- ドルトムント6日間レース 優勝（+ アドリアーノ・バッフィ）
- ツール・ド・スイス 区間2勝(第2、10)

1995年
- ジロ・デ・イタリア 区間1勝(第22)
- ツール・ド・スイス 区間1勝(第7)

1996年
- グルノーブル6日間レース 優勝（+ アドリアーノ・バッフィ）
- ミュンヘン6日間レース 優勝（+ アドリアーノ・バッフィ）
- パリ〜ツール 3位
- ジロ・デ・イタリア 区間1勝(第3)

1997年
- ティレーノ〜アドリアティコ 区間1勝(第4)

1998年
- ティレーノ〜アドリアティコ 区間1勝(第7)
- ブエルタ・ア・エスパーニャ 区間1勝(第7)
- セイ・ジョルニ・デッレ・ローゼ 優勝（+ ブルーノ・リジ）

2000年
- カタルーニャ一周 区間2勝(第5、6)

2002年
- ツール・ド・ロマンディ 区間2勝(第1、3)
- ジロ・デ・イタリア 区間1勝(第6)
- ブエルタ・ア・エスパーニャ 区間1勝(第13)

2003年
- ジロ・デ・イタリア 区間1勝(第20)
- セイ・ジョルニ・デッレ・ローゼ 優勝（+ フアン・エステバン・クルチェト）

2004年
- セイ・ジョルニ・デッレ・ローゼ 優勝（+ サムエーレ・マルツォーリ）

2006年、引退。